# Lord High Steward
Lord High Steward was van 1186 tot 1421 een functie in Engeland die vergelijkbaar was met de functie van eerste minister. Het was dus een functie in rij van belangrijkheid van het "Kabinet". De functie werd gezien als de eerste functie van het kabinet (huidige eerste minister). Vanaf 1421 is deze functie echter niet meer van kracht. 
De belangrijkste functie binnen de Great Officers of State die dan aan bod kwam was de tweede in rij: de Lord Chancellor of England. De Lord Chancellor nam dan de taak van de Lord High Steward over. Vanaf nu moest hij niet enkel voorzitter zijn van de Hoge raad, maar ook de koning bijstaan met regeren. De geheimzegelbewaarder (Lord Privy Seal) was een soort rechterhand van deze functie en de 5e in rij van belangrijk in het kabinet. Deze keek toe of de macht van de Kroon en de openbare zedelijkheid in acht werden genomen. 
Verder keek deze toe op de gerechtshoven en maakte deze deel uit van de rechtbank van de Hoge Raad.